# Ouaka
Prefectura Ouaka este una dintre cele 14 unități administrativ-teritoriale de gradul I ale Republicii Centrafricane.